# Green Hill (Sonic the Hedgehog)
Green Hill  (яп. グリーンヒルゾーン Гурин хиру, «Зелёный холм») — первый уровень игры Sonic the Hedgehog, разделённый на три акта. Представляет собою тропическую местность, где есть пальмы, скалы и участки с мёртвыми петлями. Населяют «Green Hill» маленькие лесные зверушки.
Уровень был создан дизайнером игры Хирокадзу Ясухарой, а музыкальную тему для него написал Масато Накамура. Многие критики и игроки положительно оценили «Green Hill», хваля его дизайн и музыкальное сопровождение. Ремейки уровня присутствовали в некоторых играх франшизы (например, Sonic Adventure 2, Sonic Battle и Sonic Generations). Во многих играх серии первый уровень представляет собой тропический пляж, похожий на «Green Hill».

## Общая информация
«Green Hill» расположен на Южном острове. Это травянистая местность с большими скалами и пальмами. Также на различных участках расположены летающие платформы, петли, туннели, трамплины, шипы и контрольные точки. Населяют уровень маленькие животные, которых использует доктор Роботник (Эггман) в качестве движущей силы своих роботов. Однако главный герой серии Sonic the Hedgehog ёж Соник может уничтожить врагов и освободить зверушек. Сам «Green Hill» разделён на три акта, причём на последнем происходит битва с Роботником. После победы над учёным игрок переходит в следующую зону «Marble».
Вся игра Sonic the Hedgehog была создана командой Sonic Team, первоначально состоявшей из семи человек. Идея создать тропический уровень принадлежит дизайнеру Хирокадзу Ясухаре. При его создании он вдохновлялся живописными ландшафтами Калифорнии и работами художника Эйдзина Судзуки. Музыкальное сопровождение к уровню создал композитор из группы Dreams Come True Масато Накамура. Первоначально «Green Hill» был выполнен в двухмерной графике, но позже его сделали трёхмерным. Уровень появился в Sonic Adventure 2, и чтобы попасть на него, нужно получить в игре все 180 эмблем с изображением Соника. В игре Sonic Generations, приуроченной к 20-летию выхода Sonic the Hedgehog, локация представлена в 2D- или 3D-перспективах, и её можно проходить как классическим (в стиле 1991—1998 годов), так и современным Соником (дизайн которого используется после 1998 года).
Уровень также появлялся и в других частях франшизы Sonic the Hedgehog (например, в Sonic Battle и Sonic Chronicles: The Dark Brotherhood), спортивных симуляторах Sega Superstars Tennis и Mario & Sonic at the Sochi 2014 Olympic Winter Games, и файтингах Super Smash Bros. Brawl, Super Smash Bros. for Nintendo 3DS и Dengeki Bunko Fighting Climax.

## Отзывы и влияние
«Green Hill» был положительно оценён критиками и игроками, хвалившими в первую очередь дизайн и музыку. Крейг Снайдер с сайта MakeUseOf назвал его одним из пяти лучших уровней в компьютерных играх. А Тим Тури из Game Informer положительно оценил легко запоминающиеся музыкальное сопровождение. В журнале Complex обозреватель Кевин Вонг составил рейтинг «Лучшая музыка из 16-битных игр», и тема «Green Hill Zone» оказалась в нём на 13-м месте. В 2010 году менеджер Sega Аарон Уэббер сообщил, что после отпуска его рабочее место выполнено в антураже «Green Hill». Эта новость вызвала неожиданную реакцию среди игровых изданий. Леви Бьюкенен из IGN заявил, что каждый хотел бы побывать на уровне, а Оуэн Гуд изъявил желание работать в таком офисе. «Green Hill» является одним из любимых уровней Наото Осимы, создателя Соника.
Критики также обратили внимание, что в последующих играх серии Sonic the Hedgehog игрок проходит уровень, по дизайну который так или иначе напоминает на «Green Hill». Тим Тури привёл несколько таких примеров: это «Emerald Hill» из Sonic the Hedgehog 2, «Mushroom Hill» из Sonic & Knuckles и «Seaside Hill» из Sonic Heroes. Он также добавил, что игроки проходили «Green Hill» десятки раз. Похожее сравнение приводил Джастин Бейкер из Nintendo World Report во время своего обзора игры Sonic Lost World.
Джим Стерлинг и Крис Картер из Destructoid, и Самит Саркар из Polygon назвали «Green Hill» «классическим» уровнем в индустрии компьютерных игр, а Джо Скребелс из Official Nintendo Magazine назвал его «ностальгическим». Похожие мнения озвучили в своих статьях рецензенты Энди Келли и Джастина Тауэлла. Кристофер Грант из Joystiq считал, что уровень заслужил право занимать центральное место в «ретро-игровой святыне». Кевин Вонг писал о «Green Hill» следующее: «Даже если у вас не было Genesis, вы всё равно в универмаге играли в этот уровень, когда ваши родители отправлялись за покупками».
В 2006 году издательство Sega в честь 15-летнего юбилея серии на своём официальном сайте выпустило в формате PDF бумажную версию «Green Hill». В начале ноября 2011 года Sega объявила конкурс на самое быстрое прохождение уровня в демоверсии игры Sonic Generations, призами которого, в зависимости от региона, являлись фигурка Соника или футболки, значков и шапки с игровой атрибутикой.